# 羅爾 (索洛圖恩州)
羅爾（德語：Rohr，德語發音：[ʁoːɐ̯] ⓘ）是瑞士索洛圖恩州的一个旧市镇，位於該國北部，面積2.23平方公里，海拔高度578米，2012年人口100，四成半人口信奉羅馬天主教，人口密度每平方公里45人。2021年，罗尔并入市镇施蒂斯林根。

## 外部連結
- Official website （页面存档备份，存于） （德文）